# Нурлат
Нурлáт ( рос. Нурла́т  ; тат. Норлат, трансліт. Norlat) — місто в Республіці Татарстан (Росія), розташоване на річці Кондурча, за 286 кілометрів південний схід від Казані. Населення - 32,601.

## Історія
Раніше Нурлат був відомий як Нурлат-Октябрський . 
Заснований у 1905 році як поселення навколо залізничного вокзалу. Статус міста Нурлат отримав 1961 році. 

## Адміністративно-муніципальний статус
В рамках адміністративного поділу Нурлат є адміністративним центром Нурлатського району, хоча і не входить до його складу.  Як адміністративний поділ входить окремо як місто республіканського значення Нурлат — адміністративна одиниця зі статусом, рівним статусу районів.  Місто республіканського значення Нурлат як муніципальне утворення входить до складу Нурлатського муніципального району як селище міського типу Нурлат . 

## Транспорт
У Нурлаті є аеропорт.

## Дивись також
- Нурлатський район
- Леніногорськ

## Зовнішні посилання
- Неофіційний сайт міста Нурлат